# 콜롬비아의 국장

콜롬비아의 국장

콜롬비아의 국장은 1834년 5월 9일에 제정되었다.
국장 가운데에는 세 개의 작은 공간으로 나뉜 방패가 그려져 있다.
방패 상단에는 파란색 바탕에 두 개의 뿔(코르누코피아)이 그려져 있는데, 왼쪽 뿔에는 동전이 놓여 있으며, 오른쪽 뿔에는 과일이 놓여 있다. 두 개의 뿔 가운데에는 석류가 놓여 있다.
방패 가운데에는 백금색 바탕에 전통적인 자유의 상징인 프뤼기아 모자가 그려져 있으며, 방패 하단에는 선박이 그려져 있다.
석류는 누에바 그라나다 부왕령의 상징이었으며, 뿔은 풍요를, 과일과 동전은 콜롬비아의 농업과 광물의 풍부함을 의미한다.
선박은 콜롬비아가 인접한 두 개의 대양인 태평양과 대서양을 의미하며, 선박이 항해를 하고 있는 것은 콜롬비아의 세계 여러 나라와의 교역과 경제 성장을 의미한다.
방패 양쪽에는 엇갈린 채로 게양되어 있는 네 개의 콜롬비아의 국기가 그려져 있으며, 방패 위쪽에는 올리브로 만든 관을 물고 있는 검은색 안데스 콘도르가 그려져 있다.
콘도르가 발톱에 잡고 있는 금색 리본에는 콜롬비아의 나라 표어인 "자유와 질서" ("Libertad y Orden") 라는 문구가 스페인어로 쓰여 있다.

## 같이 보기
- 콜롬비아의 국기
- 콜롬비아의 국가